# 조용진 (배우)
조용진(2004년 1월 29일 ~ )은 대한민국의 배우이다.

## 학력
- 광장중학교 졸업
- 대원고등학교 졸업

## 출연작

### 드라마
- 《소방서 옆 경찰서》 (SBS, 2022년) - 오승준 역
- 《비밀의 남자》 (KBS2, 2020년) - 어린 유민혁 (이태풍) 역 (강은탁 아역)
- 《트레인》 (OCN, 2020년) - 동현 역
- 《야식남녀》 (JTBC, 2020년) - 태완 친구 역
- 《드라마 스테이지 - 삼촌은 오드리헵번》 (tvN, 2019년) - 어린 오드리 역 (최승윤 아역)
- 《보이스 3》 (OCN, 2019년) - 어린 우종우 역 (박병은 아역)
- 《나쁜 형사》 (MBC, 2018년~2019년) - 임지호 역
- 《프리스트》 (OCN, 2018년) - 어린 오수민 역 (연우진 아역)
- 《스케치》 (JTBC, 2018년) - 어린 유시준 역 (이승주 아역)
- 《미워도 사랑해》 (KBS1, 2017년~2018년) - 어린 홍석표 역 (이성열 아역)
- 《저글러스》 (KBS2, 2017년) - 소년 남치원 역 (최다니엘 아역)
- 《마이 온리 러브송》 (넷플릭스, 2017년)
- 《쓸쓸하고 찬란하神 - 도깨비》 (tvN, 2016년~2017년) - 어린 최태희 역 (정해인 아역)
- 《레전드히어로 삼국전》 (EBS1, 2016년) - 어린 조조 역 (김산 아역)
- 《장영실》 (KBS1, 2016년) - 어린 양녕대군 역 (이병욱 아역)
- 《빛나거나 미치거나》 (MBC, 2015년) - 어린 세원 역 (나인우 아역)
- 《끝없는 사랑》 (SBS, 2014년) - 한광철 역
- 《귀신 보는 형사 처용》 (OCN, 2014년) - 어린 윤처용 역 (오지호 아역)
- 《대왕의 꿈》 (KBS, 2012년~2013년) - 어린 신문왕(김정명) 역
- 《아랑사또전》 (MBC, 2012년)
- 《해를 품은 달》 (MBC, 2011년~2012년) - 7세 이훤 역 (여진구, 김수현 아역)

### 영화
- 《말모이》 (2019년) - 덕진 친구1 역
- 《마리오네트》 (단편영화, 2015년)

## 연기 외 활동

### 방송
- 《드림키즈》 (MBC, 2014년)
- 《날아라 슛돌이 5기》 (KBS N 스포츠, 2009년) - 선수

### 광고
- 《벤토벨S》 (이성민 공동 출연, 2023년)
- 《삼성 갤럭시 Z 플립 4》 (2022년)
- 《공익광고협의회 - 사이버 학교폭력 편》 (2020년)
- 《오뚜기 진짜장》 (2015년)